# Barmendeklarationen
Barmendeklarationen utarbetades i huvudsak av Karl Barth 1934 och förkastar i sex artiklar den "falska lära" som företräddes av den med nazistregimen lierade rörelsen Deutsche Christen. Den har fått sitt namn från Barmen i Wuppertal.
I och med denna deklaration lades grunden för en organiserad opposition, Bekännelsekyrkan, mot den nazistiska nyordningen.

## Teser
1. Jesus Kristus säger: Jag är vägen, sanningen och livet. Ingen kommer till Fadern utom genom mig. (Joh 14:6)
Sannerligen, jag säger er: den som inte går in i fårfållan genom grinden utan klättrar in på ett annat ställe, han är en tjuv och en rövare. Jag är grinden. Den som går in genom mig skall bli räddad. (Joh 10:1, 9)
Jesus Kristus, såsom han omvittnas för oss i den heliga skrift, är det enda Guds Ord som vi måste höra till, som vi måste lita på och lyda i liv och död.
Vi förkastar den falska lära, som om kyrkan kunde och var tvungen att tillkännage som källa till sin förkunnelse också andra händelser och makter, gestalter och sanningar, utanför och vid sidan av detta enda Guds Ord.
2. Genom Gud finns ni i Kristus Jesus, som har blivit vår vishet från Gud, vår rättfärdighet, vår helighet och vår frihet. (1 Kor 1:30)
Liksom Jesus Kristus är Guds försäkran om alla våra synders förlåtelse, på så vis och med samma allvar är han också Guds kraftfulla anspråk på hela vårt liv; genom honom kommer den glada befrielsen över oss, från denna världens gudlösa bojor, till fri och tacksam tjänst åt hans skapelser.
Vi förkastar den falska lära, som om det i våra liv fanns områden, i vilka vi inte tillhörde Jesus Kristus, utan andra herrar. Områden, i vilka vi inte behövde rättfärdiggörelsen och helgelsen genom honom.
3. Låt oss i kärlek hålla fast vid sanningen och växa i alla avseenden så att vi förenas med honom som är huvudet, Kristus, genom vilken hela kroppen är fogad samman. (Ef 4:15, 16)
Den kristna kyrkan är brödernas församling, i vilken Jesus Kristus närvarande handlar som Herren i ord och sakrament genom den heliga Anden. Såsom de benådade syndarnas kyrka, mitt i en värld av synd, med sin tro liksom med sin lydnad, med sitt budskap liksom med sin ordning, måste hon vittna om att hon endast är hans egendom, att hon lever och vill leva endast av hans tröst och av hans ledning i väntan på hans framträdande.
Vi förkastar den falska lära, som om kyrkan fick överlämna formen på sitt budskap och ordning till sitt eget godtycke eller till växlingar i gällande härskande ideologiska och politiska övertygelser.
4. Jesus Kristus säger: Ni vet att härskarna är herrar över sina folk och att furstarna har makten över folken. Men så är det inte hos er. Den som vill vara stor bland er skall vara de andras tjänare. (Matt 20:25, 26)
De olika ämbetena i kyrkan motiverar inte någras dominans över andra, utan utövandet av den tjänstgöring som är anförtrodd och anbefallen hela församlingen.
Vi förkastar den falska lära, som om kyrkan vid sidan av denna tjänstgöring kunde och fick ge sig, eller tillåta att ge sig, åt särskilda med maktbefogenheter försedda ledare.
5. Frukta Gud och ära kejsaren. (1 Pet 2:17)
Skriften säger oss att staten efter gudomligt förordnande har uppdraget att, med mått av mänsklig insikt och mänsklig fömåga, genom hot om och utövande av makt, sörja för rätt och fred i den ännu inte förlösta världen, i vilken också kyrkan står. Kyrkan erkänner i tacksamhet och vördnad gentemot Gud välgärningen i detta hans förordnande. Hon påminner om Guds rike, om Guds bud och rättvisa, och därmed om de regerandes och de regerades ansvar. Hon litar på och lyder ordets kraft, genom vilket Gud upprätthåller alla ting.
Vi förkastar den falska lära, som om staten utöver sitt speciella uppdrag skulle och kunde vara det mänskliga livets enda och totala ordning och således uppfylla även kyrkans roll. Vi förkastar den falska lära, som om kyrkan utöver sitt speciella uppdrag skulle och kunde tillägna sig statlig karaktär, statliga uppgifter och statlig värdighet, och därmed själv bli till ett statligt organ.
6. Jesus Kristus säger: Och se, jag är med er alla dagar till tidens slut. (Matt 28:20) Guds ord har inte fängslats. (2. Tim 2:9)
Kyrkans uppdrag, i vilket hennes frihet grundar sig, består däri, att i Kristi ställe och alltså i hans eget ords och verks tjänst genom predikan och sakrament framföra budskapet om Guds fria nåd till alla folk.
Vi förkastar den falska lära, som om kyrkan i mänsklig maktfullkomlighet kunde ställa Herrens ord och verk i tjänst åt några godtyckligt valda önskningar, ändamål och planer.